# روبرت بروير
روبرت بروير (بالإنجليزية: Robert Brewer)‏ هو متزلج فني أمريكي، ولد في 1 مارس 1939 في ألهامبرا في الولايات المتحدة.

## وصلات خارجية
- روبرت بروير على موقع اللجنة الأولمبية الدولية (الإنجليزية)
- روبرت بروير على موقع أوليمبيديا (الإنجليزية)